# Fuerza de Tarea Argentina
La Fuerza de Tarea Argentina es la unidad conjunta de las Fuerzas Armadas argentinas que forma parte de la misión UNFICYP de Naciones Unidas en Chipre.

## Origen
A requerimiento de la ONU, y por decreto del Poder Ejecutivo, se formó el contingente argentino para cumplir con el mandato en el Sector 1 de la Zona de Amortiguación (Buffer Zone) que divide al país en los sectores de población greco-chipriota y turco-chipriota.
La Fuerza de Tarea se hizo cargo de su área de responsabilidad a partir del 16 de octubre de 1993, con más de 300 efectivos, incluyendo tropas del Ejército, la Armada, la Fuerza Aérea y efectivos de seguridad de la Gendarmería Nacional Argentina, además de observadores militares y Personal Civil técnico y de mantenimiento de las Fuerzas Armadas Argentinas.

## Componentes
El contingente argentino en Chipre se encuentra compuesto por la Fuerza de Tarea Argentina; la Mobile Force Reserve y UN Flight. 

### Fuerza de Tarea
La Fuerza de Tarea se encuentra desplegada en el Sector 1 de la Zona de Amortiguación, en la parte occidental de la isla. Cubre 90 km desde el enclave Kokkina hasta Mammari, al oeste de Nicosia. El contingente rota su personal cada 6 meses (en sus comienzos, el relevo se producía mediante aeronaves pertenecientes el Escuadrón Boeing 707 argentino), habiéndose desplegado hasta la actualidad en un total de 46 oportunidades. 
La Fuerza de Tarea se compone con personal del Ejército y la Armada y un pequeño grupo de la Fuerza Aérea que se desempeña como enlace. A ellos se les suman integrantes de Chile, Brasil y Paraguay. 
Tiene su Puesto Comando en el Campo San Martín, próximo a la localidad de Skouriotissa, en donde se encuentra el cuartel principal y la Compañía de Comando. En el Campo Roca, ubicado en Xeros, se establece la Compañía de Servicios. Hasta el año 2005, operó el Campo Brown (Box Factory), al este del camino Astromeritis - Zodhia, que era ocupado por el contingente de Infantería de Marina. El personal de tropa se despliega patrullando en forma constante a lo largo del sector y los puestos de observación emplazados.

### Mobile Force Reserve
El contingente argentino pasa a integrar a partir de 1997 la Mobile Force Reserve (MFR) junto a elementos del Reino Unido, Hungría y Eslovaquia. La MFR proporciona al Comandante de la Fuerza (Force Commander), un elemento de respuesta ante cualquier situación de tensión en la Zona de Amortiguación, así como apoyo a los contingentes que lo requieran. Está equipado con blindados Alvis Táctica del Ejército Argentino y es operado en forma combinada por tropas de todos los países participantes en la misión. Los adiestramientos se basan en técnicas antidisturbio y coordinan acciones con los helicópteros argentinos ante las eventualidades que lo demanden. Esta fuerza también ejerce la seguridad en el antiguo aeropuerto de Nicosia, en donde se encuentra el cuartel general de UNFICYP.

### UN Flight
En 1994 la ONU eligió a la Fuerza Aérea Argentina para reemplazar al escuadrón británico de helicópteros del Ejército Británico, pasando a ocuparse del componente aéreo de la misión, llamado ARGAIR. Desde 1994 está equipado por dos helicópteros Hughes 500 (transportados en un Hercules L-100) y en 1998 se les sumó un Bell 212. Tiene su sede en el cuartel general. Entre sus funciones se destacan las evacuaciones aeromédicas, traslado de autoridades, observación y soporte logístico.

## Operaciones

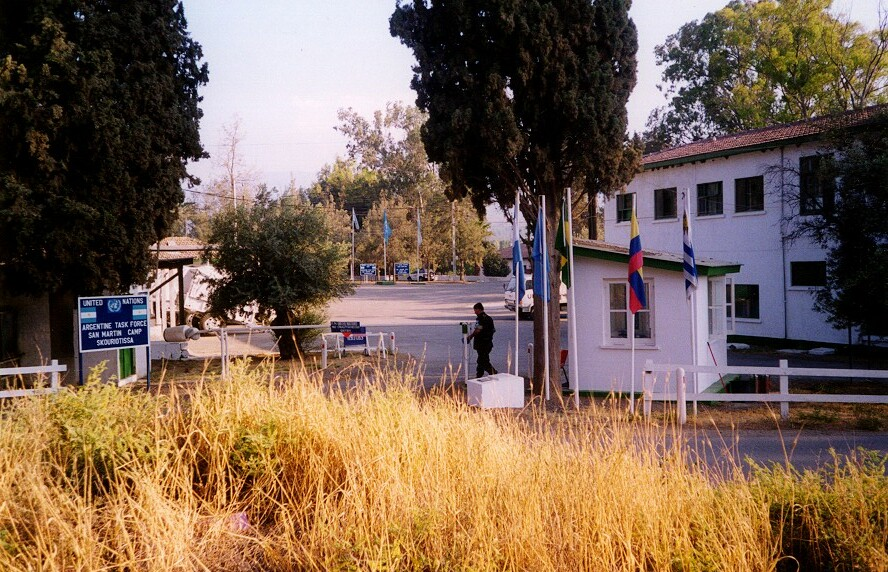
Ingreso a Campo San Martín en el año 1998.

- Entre el 6 de octubre y 16 de octubre de 1993 arriba el primer contingente argentino a la isla denominado Fuerza de Tarea Argentina (FTA) 1. Se despliega en el Sector 1, en reemplazo de tropas británicas que habían sido temporalmente emplazadas en el lugar por la partida del contingente danés.[4]

- El 30 de septiembre de 1994, Argentina reemplaza al contingente británico (luego de 30 años y medio de servicio ininterrumpido) que operaba UN-Flight con dos helicópteros Hughes 500D. El 15 de septiembre, un Hercules C-130 (LV-APW) arribó al Aeropuerto Internacional de Lárnaca transportando los dos helicópteros. El vuelo incluyó a la primera rotación de siete oficiales y 10 suboficiales de la Fuerza Aérea Argentina.[5]

- La FTA 2 disuadió en 1994 los incidentes de una gran manifestación consistente en una marcha desde Peristerona, en la zona griega, hasta Fillia, en la zona turca, adonde algunos residentes deseaban regresar. Este trabajo fue ampliamente reconocido por la población.

- En octubre de 1994, otra manifestación (esta vez greco-chipriota) de más de 500 personas fue controlada por la FTA 3, recientemente desplegada. Los incidentes sucedieron en Astromeritis y alrededores, cerca de la línea de cese del fuego y próxima a campos minados.

- En agosto de 1995 elementos de la FTA 4 lucharon cuerpo a cuerpo contra motociclistas de uno y otro bando para detener un eventual enfrentamiento, sufriendo golpes e incluso pedradas pero garantizando la seguridad.

- El 12 de enero de 1998, una motoniveladora operada por personal de ingenieros de la FTA 10 acciona accidentalmente una mina dentro de la zona de amortiguación, en la banquina oeste del camino que conduce a Lefka, sin recibir heridas alguna pero quedando la máquina totalmente destruida. En el sector había muerto personal de AUSTCIVPOL en 1974.[6]

- El 21 de octubre de 2003, el contingente argentino de UN-Flight completó 10000 h de vuelo habiendo transportado 28.475 personas desde su arribo en 1994.[7]

- El 12 de diciembre de 2003, mueren en un accidente durante un acto del servicio, el Sarg Oscar Alfredo Chocobar y el Soldado Juan Manuel Escalante. Otro suboficial fue herido de consideración.[8]

- Una operación riesgosa fue el traslado en helicóptero en julio de 2006, a pedido del secretario general Kofi Annan, del entonces primer ministro libanés Fuad Siniora desde Beirut hasta Chipre, el cual debía participar de conversaciones de paz en Italia, en momentos en que se daban enfrentamientos entre Israel y milicias de Hezbolá.[9]

- En el año 2011, el contingente de la Fuerza Aérea Argentina alcanza las 20.000 horas de vuelo.[10]